# Savignia
Savignia és un gènere d'aranyes araneomorfes de la subfamilia Erigoninae, dins de la família Linyphiidae.
Fou descrit per primera vegada per John Blackwall l'any 1833. El nom fa honors a la naturalista francesa Marie Jules César Savigny.
El gènere Savignia té els següents sinònims:
- Cephalethus Chamberlin & Ivie, 1947[3]
- Delorrhipis Simon, 1884[4]

## Distribució
Es pot trobar a la zona holàrtica, les Comores i Austràlia.

## Llista d'espècies
Segons The World Spider Catalog 12.0:
- Savignia amurensis Eskov, 1991 – Rússia
- Savignia badzhalensis Eskov, 1991 – Rússia
- Savignia basarukini Eskov, 1988 – Rússia
- Savignia birostra (Chamberlin i Ivie, 1947) – Rússia, Xina, USA (Alaska)
- Savignia borea Eskov, 1988 – Rússia
- Savignia bureensis Tanasevitch & Trilikauskas, 2006 – Rússia
- Savignia centrasiatica Eskov, 1991 – Rússia
- Savignia erythrocephala (Simon, 1908) – Austràlia (Oest d'Austràlia)
- Savignia eskovi Marusik, Koponen & Danilov, 2001 – Rússia
- Savignia frontata Blackwall, 1833 (tipus) – Europa, Caucas, Rússia i Kazakhstan
- Savignia fronticornis (Simon, 1884) – Mediterrani
- Savignia harmsi Wunderlich, 1980 – Espanya
- Savignia kartalensis Jocqué, 1985 – Comores
- Savignia kawachiensis Oi, 1960 – Corea, Japó
- Savignia naniplopi Bosselaers & Henderickx, 2002 – Grècia (Creta)
- Savignia producta Holm, 1977 – Escandinàvia, Rússia
- Savignia pseudofrontata Paik, 1978 – Corea
- Savignia rostellatra Song & Li, 2009 – la Xina
- Savignia saitoi Eskov, 1988 – Rússia
- Savignia superstes Thaler, 1984 – França
- Savignia ussurica Eskov, 1988 – Rússia
- Savignia yasudai (Saito, 1986) – Japó
- Savignia zero Eskov, 1988 – Rússia